# Asakaze
L'Asakaze (朝風? lett. "Brezza mattutina"), sino al 1º agosto 1928 denominato 3-Gō kuchikukan (第3駆逐艦? lett. "cacciatorpediniere Numero 3"), è stato un cacciatorpediniere della Marina imperiale giapponese, seconda unità della classe Kamikaze. Fu varato nel dicembre 1922 dal cantiere navale di Nagasaki.
Ammiraglia della 5ª Divisione, nei mesi dell'espansione giapponese nel Pacifico ricoprì ruoli minori nell'occupazione delle Filippine e delle Indie orientali olandesi, partecipando anche alla battaglia dello Stretto della Sonda del 1º marzo 1942. Da allora fu assegnato a compiti di scorta e lotta antisommergibile sotto la direzione della Flotta dell'Area sud-occidentale, responsabile per le ex-Indie olandesi, le Filippine e la Malaysia con Singapore. Nei primi mesi del 1943 fu trasferito alla difesa dei convogli tra Giappone e Formosa, completando missioni anche verso Manila e Saipan. Il 24 agosto 1944 colò a picco dopo essere stato gravemente colpito da un sommergibile statunitense e dopo un vano tentativo di rimorchio da parte di una delle petroliere che stava scortando a Manila.

## Servizio operativo

### Costruzione
Il cacciatorpediniere Asakaze fu ordinato nell'anno fiscale edito dal governo giapponese nel 1918, inizialmente indicato come "cacciatorpediniere Numero 3" (in lingua giapponese 3-Gō kuchikukan). La sua chiglia fu impostata nel cantiere navale di Nagasaki, gestito dalla Mitsubishi, il 16 febbraio 1922 e il varo avvenne l'8 dicembre dello stesso anno; fu completato il 16 giugno 1923 e il 1º agosto 1928 assunse il suo nome definitivo, avendo la Marina imperiale abbandonato alla data il sistema di nomenclatura del naviglio leggero con soli numeri.

### 1941-1942
Tra il 1940 e il 1941 lo Asakaze, allora al comando del capitano di corvetta Shozo Michiki, fu riassegnato come ammiraglia alla 5ª Divisione cacciatorpediniere con i gemelli Harukaze, Matsukaze e Hatakaze; la divisione dipendeva dalla 5ª Squadriglia che a sua volta era agli ordini della 3ª Flotta. Il 26 novembre 1941 lo Asakaze e il resto dello squadrone lasciarono lo Stretto di Terashima, sulla costa settentrionale di Kyūshū, e tre giorni dopo si fermarono alla base militare di Mako (Pescadores) in vista delle imminenti operazioni nel Sud-est asiatico. Il 7 dicembre lo Asakaze e il Matsukaze furono assegnati come scorta ravvicinata all'incrociatore leggero Kuma e vigilarono sugli sbarchi condotti nelle Filippine meridionali tra il 10 e il 14 del mese; il 22 lo Asakaze e i gemelli furono presenti all'importante sbarco nel Golfo di Lingayen, che riuscì senza troppe difficoltà: fu pertanto inviato all'Isola di Formosa e dal 31 dicembre al 18 gennaio 1942 rimase impegnato nella difesa di alcuni convogli carichi di truppe che sbarcavano a Singora; il 10 gennaio collaborò con il Fubuki e lo Hatakaze nel recuperare i naufraghi dello Akita Maru, colato a picco da un sommergibile. Riunitosi al resto della 5ª Squadriglia, tra il 2 e l'8 febbraio lo seguì nella scorta a un ennesimo convoglio che si fermò alla baia di Cam Ranh e, dopo la metà del mese, lo Asakaze e la sua divisione furono integrati nello schermo difensivo del gruppo occidentale d'invasione per Giava. Tale assembramento iniziò a sbarcare nella notte tra 28 febbraio e il 1º marzo, ma fu disturbato dalla fuga degli incrociatori USS Houston e HMAS Perth (australiano): scoppiò una breve ma violenta battaglia, durante la quale lo Asakaze lanciò alcuni siluri che contribuirono a fermare e affondare le due navi. Giava fu conquistata il 9 marzo e il giorno dopo la 5ª Squadriglia fu sciolta; lo Asakaze e le unità gregarie passarono sotto il comando dell'appena costituita 1ª Flotta di spedizione del sud, una delle componenti della Flotta dell'Area sud-occidentale. Dopo aver accompagnato un convoglio da Giava a Singapore (10-13 marzo), lo Asakaze fu assegnato a un ciclo di missioni di difesa a convogli di truppe diretti a Penang e Rangoon, rinforzi alla vittoriosa 15ª Armata che stava occupando la Birmania.
Il 23 aprile lo Asakaze si ormeggiò a Singapore e fino al 17 maggio rimase in manutenzione, quindi fino al 2 giugno pattugliò le acque prospicienti Sabang, nella Sumatra settentrionale. Da lì proseguì sino a Penang che lasciò l'11 per le rapide operazioni contro le isole Nicobare. Il 21 luglio invece, sempre da Singapore, si diresse sulle coste della Nuova Guinea occidentale, dove i giapponesi stavano costruendo basi e presidi: l'area era però tranquilla e quindi fu dirottato all'isola di Ambon (6 agosto) e poi a Kupang a Timor. Lasciò però il porto il 14 e da allora fu assegnato alla difesa dell'intenso traffico navale nel Mare di Giava. Il 20 ottobre il comando passò al capitano di corvetta Tokuta Nishimura. In un momento non precisato del 1942, forse nel corso di una delle fermate a Singapore, lo Asakaze incrementò la propria dotazione contraerea: il cannone poppiero numero 4 da 120 mm, l'apparato lanciasiluri più arretrato e le mitragliatrici da 7,7 mm furono sbarcati per fare spazio a sei o dieci cannoni Type 96 da 25 mm L/60, suddivisi in tre/cinque installazioni doppie.

### 1943-1944 e l'affondamento
Il 25 febbraio 1943 la 5ª Divisione fu disattivata e lo Asakaze confluì nella 1ª Divisione di scorta, assegnata alla Flotta dell'Area sud-occidentale per la protezione delle rotte marittime. Il 28 lasciò dunque Saigon, dove si trovava, e intraprese servizio di vigilanza sulla rotta Takao-Moji fino a metà maggio. Il 23, dopo aver completato un ennesimo viaggio, si fermò a Sasebo per una revisione generale; nell'occasione fu ulteriormente aumentata la dotazione contraerea con altri cannoni Type 96 da 25 mm (da sette a dieci) e quattro mitragliatrici pesanti Type 93 da 13,2 mm, tutte armi su supporto singolo. Anche le capacità di lotta antisommergibile furono amplificate con l'aumento della scorta di bombe di profondità a circa quaranta. In conseguenza di tali interventi il dislocamento a vuoto aumentò a 1 547 tonnellate e la velocità massima passò a 35 nodi. Conclusi i lavori lo Asakaze si riportò a Moji a metà luglio e il 19 ne partì per riprendere il proprio ruolo di picchetto in difesa dei convogli in transito nella zona di competenza della Flotta dell'Area sud-occidentale: particolarmente importante la missione del 12-30 ottobre, durante la quale accompagnò da Moji a Singapore il convoglio HI-13. Due settimane dopo, il 15 novembre, la 1ª Divisione di scorta fu trasferita alle dipendenze dell'appena creato Comando generale scorte, che doveva coordinare e migliorare la globale protezione del traffico navale nell'Impero giapponese. In dicembre completò le prime due missioni di scorta da Sasebo e Moji e Takao.
Il 1º marzo 1944 lo Asakaze passò agli ordini del tenente di vascello Osamu Yamaguchi e fu trasferito sulla rotta Yokosuka-Saipan, isola che stava ricevendo freneticamente rinforzi in vista della prossima offensiva statunitense. Dal 13 al 30 aprile fu in missione per difendere convogli che, partiti da Moji, fecero tappa a Chinkai in Corea e a Takao prima di arrivare a Manila; durante tale missione fornì aiuto anche ai convogli Take e TaMa-17. L'11 luglio prese in carico il gruppo di cargo MI-07 e dalla capitale filippina lo condusse sino a Miri, nel Borneo del Nord, e infine vigilò sul rientro a Manila avvenuto il 2 luglio. Lo Asakaze proseguì a Takao per scortare un altro convoglio destinato a Manila (4-8 agosto) e, dopo una sosta a Mako, riguadagnò Takao nella seconda metà del mese. Il 21 salpò per l'ennesima missione di scorta verso Manila ma, a ovest del Golfo di Lingayen, incassò il 23 agosto un siluro lanciato dal sommergibile USS Haddo: fu allora preso al traino da una petroliera. Tuttavia il danno era grave e il giorno dopo il cavo di rimorchio dovette essere reciso prima che lo Asakaze sprofondasse 20 miglia a sud-ovest di Capo Bolinao (16°06′N 119°44′E). Tra l'equipaggio si contò un numero contenuto di vittime e sopravvisse anche il comandante Yamaguchi.
Lo Asakaze fu rimosso dai registri della Marina imperiale il 10 ottobre 1944.